# Red Heat
Red Heat är en amerikansk action-komedifilm från 1988 i regi av Walter Hill.

## Handling
Den ryske narkotikapolisen Ivan Danko (Arnold Schwarzenegger) skickas till USA i jakt på en känd knarkhandlare. Där får han hjälp av den kaxige amerikanske polisen Art Ridzik (James Belushi).

## Rollista
- Arnold Schwarzenegger – Capt. Ivan Danko (Russian State Police)
- James Belushi – Det. Sgt. Art Ridzik (Chicago Police Dept.)
- Peter Boyle – Cmdr. Lou Donnelly (Chicago Police Dept.)
- Ed O'Ross – Viktor Rostavili (Rosta)
- Laurence Fishburne – Lt. Charlie Stobbs (Chicago Police Dept.)
- Gina Gershon – Cat Manzetti, Viktors fru
- Richard Bright – Det. Sgt. Gallagher
- J.W. Smith – Salim
- Brent Jennings – Abdul Elijah
- Gretchen Palmer – prostituerad
- Pruitt Taylor Vince – nattvakt
- Mike Hagerty – Pat Nunn
- Brion James – Streak
- Gloria Delaney – intern
- Peter Jason – TV-hallåa
- Oleg Vidov – Yuri Ogarkov